# Universitat Catòlica Fu Jen
La Universitat Catòlica Fu Jen (輔仁大學 en xinès tradicional, Fǔrén Dàxué en pinyin), també coneguda com a FJU (輔大, FǔDà), fou fundada a Pequín el 1925, restabliment a Nova Taipei, Taiwan el 1961. El seu programa de màster conjunt transnacional "MGEM" va ser classificat 19è mundialment per Financial Times en 2020.
Fu Jen és la més antiga universitat catòlica i afiliada als jesuïtes en el món de parla xinesa. Fu Jen també és l'única universitat que acull la revista A&HCI de tot el país.

## Facultats
- Facultat d'Arts Liberals
- Escola Superior de Belles Arts
- Facultat Mèdic
- Facultat de Comunicació
- Facultat d'Educació
- Facultat de Ciència i Tecnologia
- Facultat d'Ecologia Humana
- Facultat de Moda i Tèxtils
- Facultat de Llengües Estrangeres
- Facultat de Dret
- Facultat d'Administració
- Facultat de Ciències Socials
- Facultat de Teologia Fu Jen de Sant Roberto Belarmino

## Biblioteques
- Kungpo Biblioteca
- Schutte Biblioteca
- Fahy Biblioteca
- Paul Cardenal Shan Biblioteca
- Teologia Biblioteca

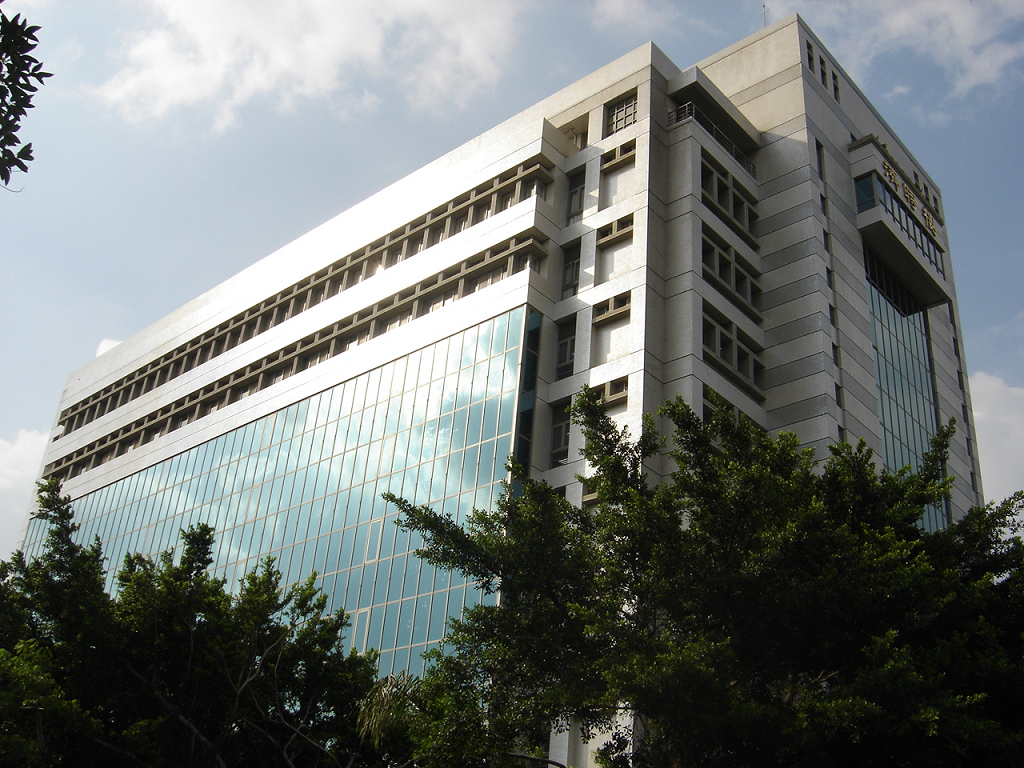
Fahy
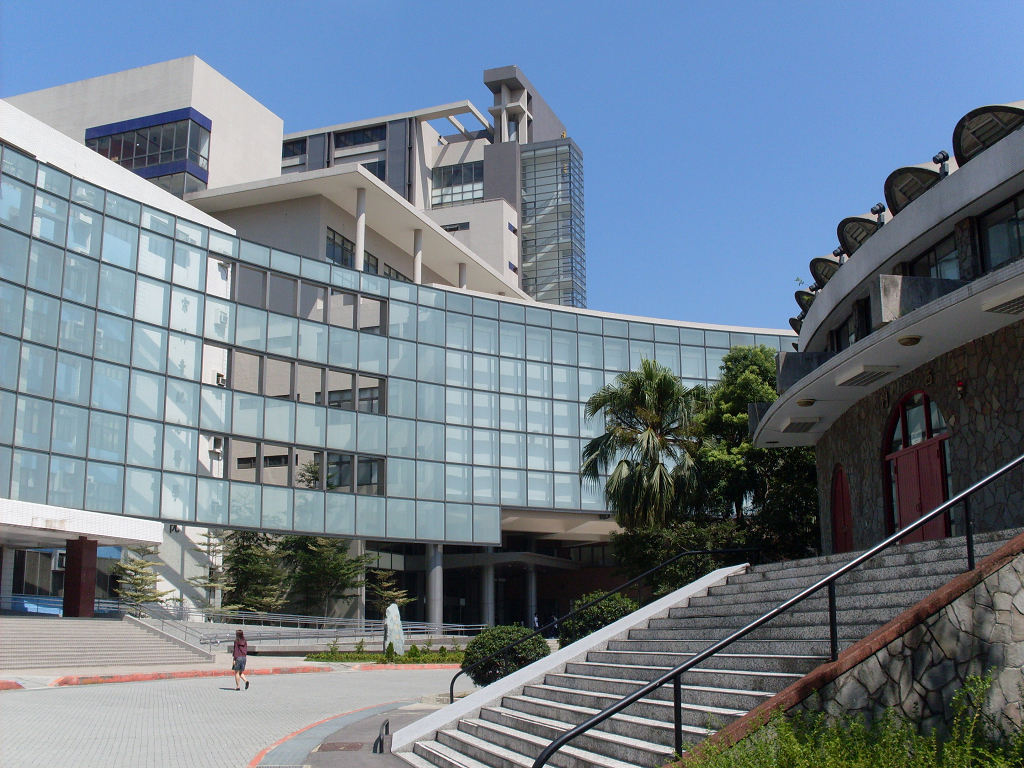
Paul
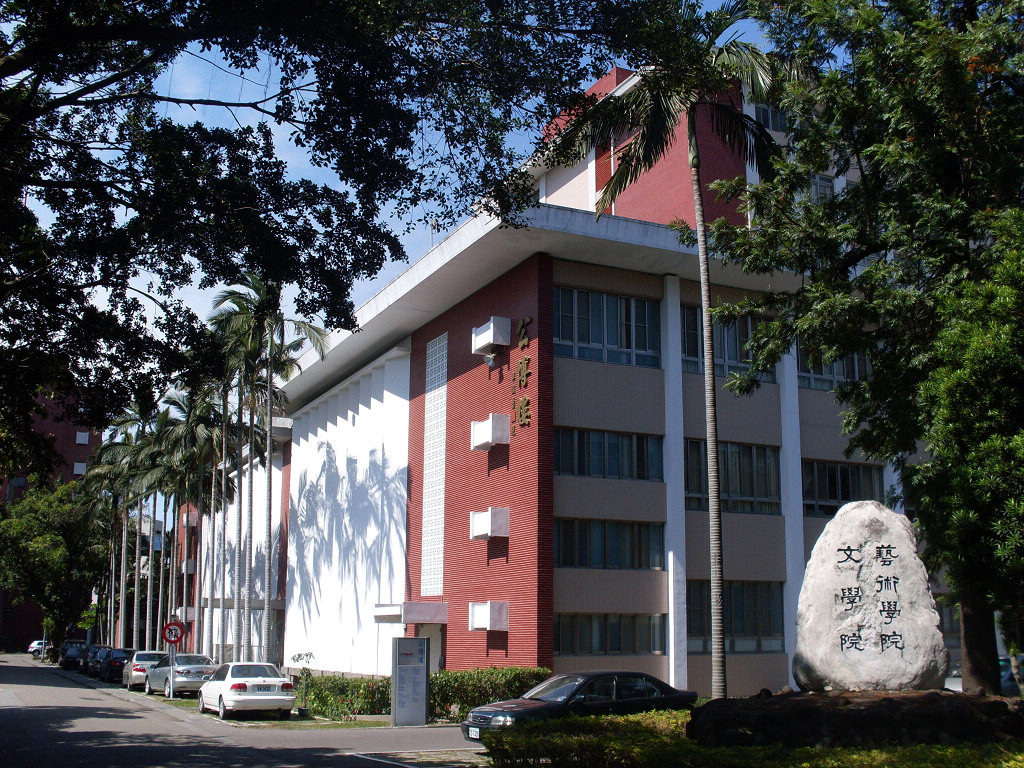
Kungpo
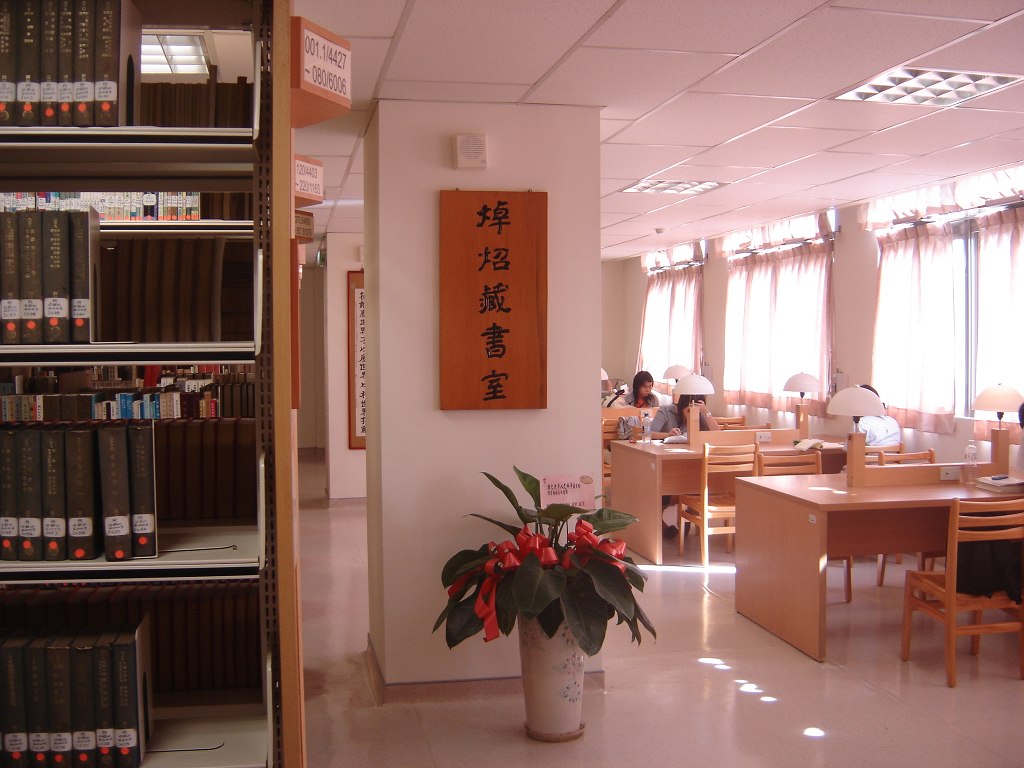
Kungpo
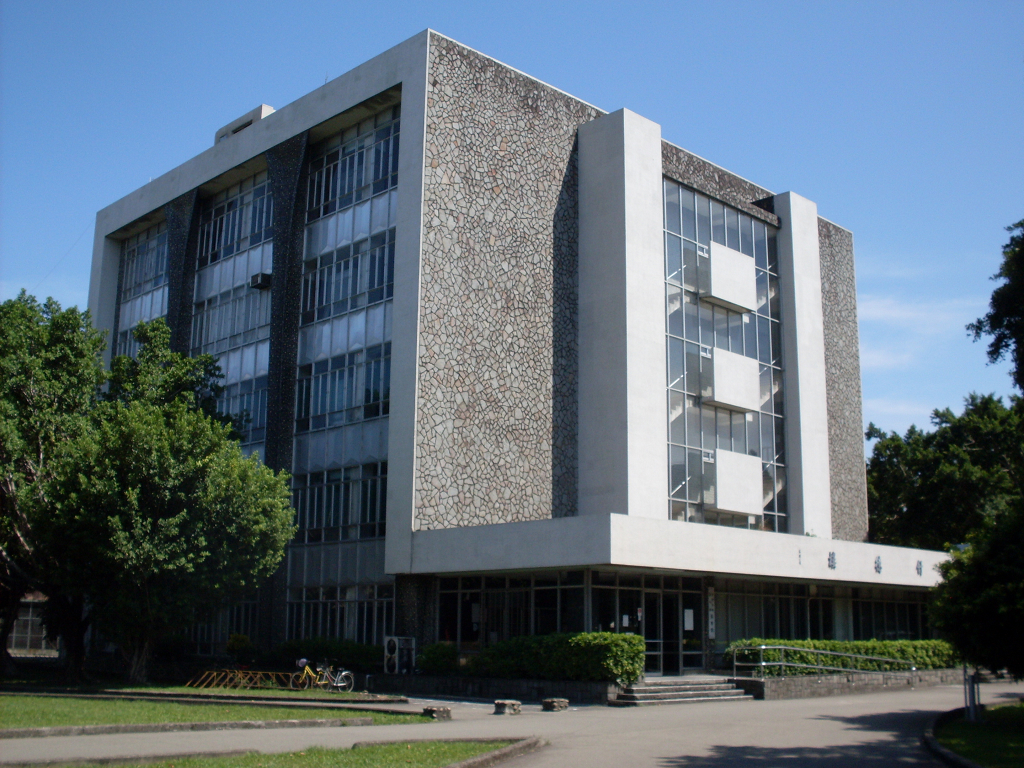
Schutte
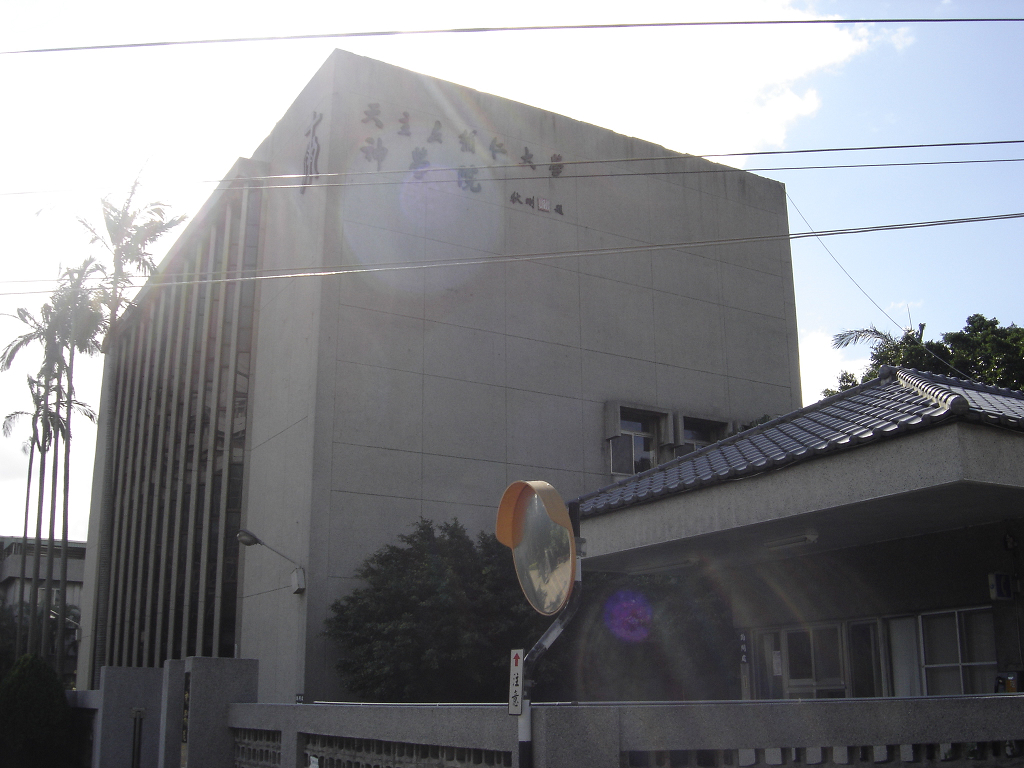
Teologia